# Pycnoschema corydon
Pycnoschema corydon är en skalbaggsart som beskrevs av Olivier 1789. Pycnoschema corydon ingår i släktet Pycnoschema och familjen Dynastidae. Inga underarter finns listade i Catalogue of Life.